# 機頭藝術

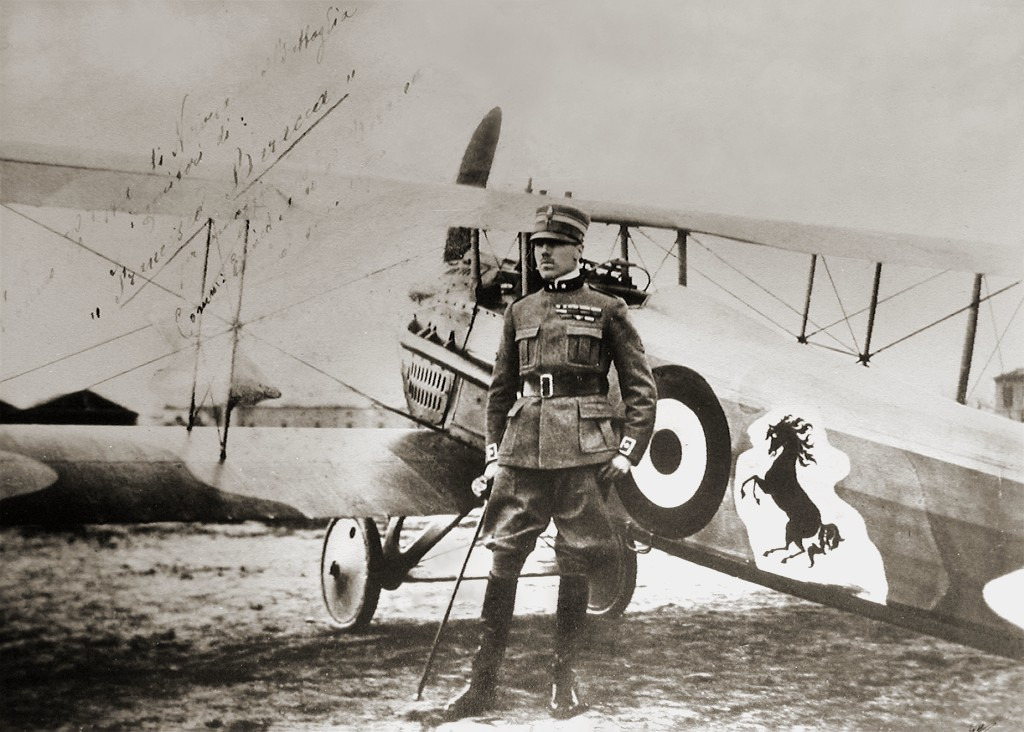
弗朗西斯科·巴拉卡伯爵和他的SPAD S.VII戰機，機身上的作足馬（cavallino rampante）後來成為法拉利的標誌。

機頭藝術（英語：Nose art）指的是在軍機機頭位置彩繪的視覺藝術，大體上可以歸類成是涂鴉的一種。在飛行器被引入軍事作戰的初期，在機身上繪圖的主要目的是為了能够准確迅速地分辩敵我，然而到了後來，機頭藝術成了軍人在紀律嚴謹的軍隊中用以展示個人、慰藉心靈以及傳達思鄉情绪的一個管道，在心理上也讓軍人擁有被保護的感覺。當然，機頭藝術往往是没有辦法得到正式批准的，因為它可能會讓軍機成為明顯的目標，不過這些條例很少被强行執行。
由于這類彩繪都是個人和非官方的作品，所以也可以被稱為是民間藝術，這類藝術作品可能是出自個人或集體的隨性創作，也可能是一個複雜的涂鴉。無論如何，這些創作者往往是匿名的，而藝術本身也是短暫的，此外，它所採用的材料也是隨手可得的。

## 另見
- 機身涂裝

## 腳注
1. 1 2 3  Military Aircraft Nose Art: An American Tradition （页面存档备份，存于） article at "Through Our Parents' Eyes" web site
2. ↑  Ethell, p.14

## 外部連結
- Nose Art Luc's Photo Hangar
- Vintage Aircraft Nose Art （页面存档备份，存于）
- The Aircraft Nose Art & Pin-Up Site （页面存档备份，存于）
- Military Aircraft Nose Art: An American Tradition （页面存档备份，存于）
- RAF webpage illustrating Gulf War Nose art in the Tornado fleet
- Love and the Machinery of War （页面存档备份，存于）